# Ступнянка
Ступнянка (укр. Ступнянка) — река в Дрогобычском районе Львовской области Украины. Правый приток Быстрицы (бассейн Днестра).
Длина реки 11 км, площадь бассейна 35 км2. Река в верховьях имеет горный характер, ниже носит равнинный характер. Русло умеренно извилистое, местами (в среднем течении) сильно извилистое. Пойма в основном двухсторонняя.
Исток реки расположен на северо-восточных склонах горы Завата в лессном массиве западнее села Нагуевичи. Река течёт преимущественно на север (частично на северо-восток). Впадает в Быстрицу в селе Ступница.
Левый приток — Ступнянка Малая.
Чтобы отличить Ступнянку от её главного притока — Малой Ступнянки (протекает с западной стороны и параллельно ей), в среднем и верхнем течении Ступнянку называют Большой Ступнянкой.